# Single numer jeden w roku 1981 (Japonia)
Notowanie Weekly Singles Chart (jap. 週間シングルチャート Shūkan Shinguru Chāto) przedstawia najlepiej sprzedające się single w Japonii. Publikowane jest ono przez magazyn Oricon Style, a dane kompletowane są przez Oricon w oparciu o cotygodniowe wyniki sprzedaży fizycznej singli. Poniżej znajdują się tabele prezentujące najpopularniejsze single w danych tygodniach w roku 1981.

## Oricon Weekly Singles Chart
| Data            | Singel                                                     | Wykonawca          | Źródło |
| --------------- | ---------------------------------------------------------- | ------------------ | ------ |
| 5 stycznia      | „Sneaker Blues” (jap. スニーカーぶる〜す)                  | Masahiko Kondō     | [ 1 ]  |
| 12 stycznia     | „Sneaker Blues” (jap. スニーカーぶる〜す)                  | Masahiko Kondō     | [ 1 ]  |
| 19 stycznia     | „Sneaker Blues” (jap. スニーカーぶる〜す)                  | Masahiko Kondō     | [ 1 ]  |
| 26 stycznia     | „Koi=Do!” (jap. 恋＝Do! Koi wa Do!)                        | Toshihiko Tahara   | [ 1 ]  |
| 2 lutego        | „Koi=Do!” (jap. 恋＝Do! Koi wa Do!)                        | Toshihiko Tahara   | [ 1 ]  |
| 9 lutego        | „Cherry Blossom” (jap. チェリーブラッサム)                 | Seiko Matsuda      | [ 1 ]  |
| 16 lutego       | „Cherry Blossom” (jap. チェリーブラッサム)                 | Seiko Matsuda      | [ 1 ]  |
| 23 lutego       | „Cherry Blossom” (jap. チェリーブラッサム)                 | Seiko Matsuda      | [ 1 ]  |
| 2 marca         | „Cherry Blossom” (jap. チェリーブラッサム)                 | Seiko Matsuda      | [ 1 ]  |
| 9 marca         | „Machikado Twilight” (jap. 街角トワイライト)               | Chanels            | [ 1 ]  |
| 16 marca        | „Machikado Twilight” (jap. 街角トワイライト)               | Chanels            | [ 1 ]  |
| 23 marca        | „Machikado Twilight” (jap. 街角トワイライト)               | Chanels            | [ 1 ]  |
| 30 marca        | „Ruby no yubiwa” (jap. ルビーの指環)                       | Akira Terao        | [ 1 ]  |
| 6 kwietnia      | „Ruby no yubiwa” (jap. ルビーの指環)                       | Akira Terao        | [ 1 ]  |
| 13 kwietnia     | „Ruby no yubiwa” (jap. ルビーの指環)                       | Akira Terao        | [ 1 ]  |
| 20 kwietnia     | „Ruby no yubiwa” (jap. ルビーの指環)                       | Akira Terao        | [ 1 ]  |
| 27 kwietnia     | „Ruby no yubiwa” (jap. ルビーの指環)                       | Akira Terao        | [ 1 ]  |
| 4 maja          | „Ruby no yubiwa” (jap. ルビーの指環)                       | Akira Terao        | [ 1 ]  |
| 11 maja         | „Ruby no yubiwa” (jap. ルビーの指環)                       | Akira Terao        | [ 1 ]  |
| 18 maja         | „Ruby no yubiwa” (jap. ルビーの指環)                       | Akira Terao        | [ 1 ]  |
| 25 maja         | „Ruby no yubiwa” (jap. ルビーの指環)                       | Akira Terao        | [ 1 ]  |
| 1 czerwca       | „Ruby no yubiwa” (jap. ルビーの指環)                       | Akira Terao        | [ 1 ]  |
| 8 czerwca       | „Natsu no tobira” (jap. 夏の扉)                            | Seiko Matsuda      | [ 1 ]  |
| 15 czerwca      | „Natsu no tobira” (jap. 夏の扉)                            | Seiko Matsuda      | [ 1 ]  |
| 22 czerwca      | „Blue Jeans Memory” (jap. ブルージーンズメモリー)          | Masahiko Kondō     | [ 1 ]  |
| 29 czerwca      | „Blue Jeans Memory” (jap. ブルージーンズメモリー)          | Masahiko Kondō     | [ 1 ]  |
| 6 lipca         | „Blue Jeans Memory” (jap. ブルージーンズメモリー)          | Masahiko Kondō     | [ 1 ]  |
| 13 lipca        | „Nagai yoru” (jap. 長い夜)                                 | Chiharu Matsuyama  | [ 1 ]  |
| 20 lipca        | „Nagai yoru” (jap. 長い夜)                                 | Chiharu Matsuyama  | [ 1 ]  |
| 27 lipca        | „Nagai yoru” (jap. 長い夜)                                 | Chiharu Matsuyama  | [ 1 ]  |
| 3 sierpnia      | „Shiroi Parasol” (jap. 白いパラソル)                       | Seiko Matsuda      | [ 1 ]  |
| 10 sierpnia     | „Shiroi Parasol” (jap. 白いパラソル)                       | Seiko Matsuda      | [ 1 ]  |
| 17 sierpnia     | „Shiroi Parasol” (jap. 白いパラソル)                       | Seiko Matsuda      | [ 1 ]  |
| 24 sierpnia     | „High School Lullaby” (jap. ハイスクールララバイ)          | Imo-kin Trio       | [ 1 ]  |
| 31 sierpnia     | „High School Lullaby” (jap. ハイスクールララバイ)          | Imo-kin Trio       | [ 1 ]  |
| 7 września      | „High School Lullaby” (jap. ハイスクールララバイ)          | Imo-kin Trio       | [ 1 ]  |
| 14 września     | „High School Lullaby” (jap. ハイスクールララバイ)          | Imo-kin Trio       | [ 1 ]  |
| 21 września     | „High School Lullaby” (jap. ハイスクールララバイ)          | Imo-kin Trio       | [ 1 ]  |
| 28 września     | „High School Lullaby” (jap. ハイスクールララバイ)          | Imo-kin Trio       | [ 1 ]  |
| 5 października  | „High School Lullaby” (jap. ハイスクールララバイ)          | Imo-kin Trio       | [ 1 ]  |
| 12 października | „Gingiragin ni sarigenaku” (jap. ギンギラギンにさりげなく) | Masahiko Kondō     | [ 1 ]  |
| 19 października | „Gingiragin ni sarigenaku” (jap. ギンギラギンにさりげなく) | Masahiko Kondō     | [ 1 ]  |
| 21 października | „Kaze tachinu” (jap. 風立ちぬ)                             | Seiko Matsuda      | [ 1 ]  |
| 2 listopada     | „Gingiragin ni sarigenaku”                                 | Masahiko Kondō     | [ 1 ]  |
| 9 listopada     | „Gingiragin ni sarigenaku”                                 | Masahiko Kondō     | [ 1 ]  |
| 16 listopada    | „Gingiragin ni sarigenaku”                                 | Masahiko Kondō     | [ 1 ]  |
| 23 listopada    | „Gingiragin ni sarigenaku”                                 | Masahiko Kondō     | [ 1 ]  |
| 30 listopada    | „Akujo” (jap. 悪女)                                        | Miyuki Nakajima    | [ 1 ]  |
| 7 grudnia       | „Akujo” (jap. 悪女)                                        | Miyuki Nakajima    | [ 1 ]  |
| 14 grudnia      | „Akujo” (jap. 悪女)                                        | Miyuki Nakajima    | [ 1 ]  |
| 21 grudnia      | „Sailor fuku to kikanjū” (jap. セーラー服と機関銃)         | Hiroko Yakushimaru | [ 1 ]  |
| 28 grudnia      | „Sailor fuku to kikanjū” (jap. セーラー服と機関銃)         | Hiroko Yakushimaru | [ 1 ]  |